# Liste der Ständeräte des Kantons Luzern
Diese Liste zeigt alle Mitglieder des Ständerates aus dem Kanton Luzern seit der Gründung des Bundesstaates im Jahr 1848 bis heute.

## Parteiabkürzungen
- CVP: Christlichdemokratische Volkspartei, ab 1. Januar 2021 Die Mitte
- FDP: Freisinnig-Demokratische Partei, seit 2009 FDP.Die Liberalen
- Mitte: Die Mitte
- KCV: Konservativ-Christlichsoziale Volkspartei
- KVP: Schweizerische Konservative Volkspartei

## Ständeräte
| Name                       | Partei/Fraktion                | Amtszeit            | Geboren | Gestorben |
| -------------------------- | ------------------------------ | ------------------- | ------- | --------- |
| Robert Bühler              | FDP                            | 1989–1995           | 1928    | 2023      |
| Christian Clavadetscher    | FDP                            | 1955–1971           | 1897    | 1980      |
| Josef Dürig                | KVP                            | 1908–1920           | 1860    | 1920      |
| Alphons Egli               | CVP                            | 1975–1982           | 1924    | 2016      |
| Gotthard Egli              | KVP                            | 1935–1955           | 1884    | 1979      |
| Vinzenz Fischer            | Katholisch-Konservative        | 1879–1885 1886–1889 | 1816    | 1896      |
| Andrea Gmür-Schönenberger  | CVP (bis 2020) Mitte (ab 2021) | 2019–               | 1964    |           |
| Konrad Graber              | CVP                            | 2007–2019           | 1958    |           |
| Adam Herzog                | Katholisch-Konservative        | 1872–1895           | 1829    | 1895      |
| Anton Hunkeler             | Liberale                       | 1853–1855           | 1799    | 1879      |
| Peter Knüsel               | FDP                            | 1971–1987           | 1923    | 2018      |
| Alois Kopp                 | Katholisch-Konservative        | 1871–1879           | 1827    | 1891      |
| Franz Xaver Leu            | KCV/CVP                        | 1966–1975           | 1904    | 1984      |
| Helen Leumann              | FDP                            | 1995–2011           | 1943    | 2014      |
| Josi Meier                 | CVP                            | 1983–1995           | 1926    | 2006      |
| Josef Meyer                | Liberale                       | 1849                | 1811    | 1864      |
| Ludwig Plazid Meyer        | Liberale                       | 1848                | 1807    | 1871      |
| Renward Meyer              | Liberale                       | 1856–1867           | 1818    | 1895      |
| Damian Müller              | FDP                            | 2015–               | 1984    |           |
| Peter Müller               | KVP/KCV                        | 1955–1965           | 1910    | 1965      |
| Jost Josef Nager           | Liberale                       | 1848–1849 1854–1857 | 1813    | 1892      |
| Jakob Schmid               | Katholisch-Konservative        | 1889–1897           | 1840    | 1908      |
| Jules Schnyder             | Katholisch-Konservative        | 1885–1886           | 1830    | 1913      |
| Josef Schumacher-Uttenberg | FDP                            | 1850–1853           | 1793    | 1860      |
| Edmund von Schumacher      | Katholisch-Konservative        | 1895–1908           | 1859    | 1908      |
| Johann Baptist Sidler      | Liberale                       | 1850–1852           | 1790    | 1881      |
| Jakob Sigrist              | KVP                            | 1920–1935           | 1869    | 1935      |
| Abraham Stocker            | Liberale                       | 1867–1870           | 1825    | 1887      |
| Georges Theiler            | FDP                            | 2011–2015           | 1949    |           |
| Kaspar Villiger            | FDP                            | 1987–1989           | 1941    |           |
| Jost Weber                 | Liberale                       | 1860–1867           | 1823    | 1889      |
| Franz Wicki                | CVP                            | 1995–2007           | 1939    |           |
| Josef Winiger              | KVP                            | 1897–1929           | 1855    | 1929      |
| Johann Winkler             | Liberale                       | 1858–1859           | 1805    | 1863      |
| Josef Zemp                 | Katholisch-Konservative        | 1871–1872           | 1834    | 1908      |
| Josef Zingg                | Liberale                       | 1870–1871           | 1828    | 1891      |
| Albert Zust                | KVP                            | 1929–1943           | 1874    | 1952      |
| Franz Karl Zust            | KVP                            | 1943–1955           | 1895    | 1980      |